# Ley Británica Reguladora del Ancho de Vía de 1846

La Ley de Regulación (Anchos) Ferroviaria de 1846 (nombre original en inglés: Railway Regulation (Gauge) Act 1846; 9 & 10 Vic. c.57) es una Acta promulgada por el Parlamento del Reino Unido, que fue diseñada para estandarizar el ancho de las vías férreas en Gran Bretaña e Irlanda. Logró la aprobación real el 18 de agosto de 1846, durante el reinado de la reina Victoria. Exigiá que el ancho de vía, definido como la distancia entre las caras internas de los dos rieles de rodadura, fuera de 4 pies y 8 pulgadas 1⁄2 como estándar para Gran Bretaña y de 5 pies y 3 pulgadas como estándar para Irlanda.

## La ley
La Ley estipulaba que:

...después de la aprobación de esta Ley, no será lícito (excepto como se exceptúa más adelante) construir ningún Ferrocarril para el Transporte de Pasajeros en cualquier ancho de vía que no sea de Cuatro Pies, Ocho Pulgadas y Media Pulgada en Gran Bretaña, y Cinco Pies y tres pulgadas en Irlanda...

Además, también dispuso que, tras la aprobación de la Ley, sería ilegal alterar un ancho de vía que estuviera en uso para el transporte, es decir, el transporte de pasajeros.

## Evaluación
La Ley continuó con la aprobación legislativa de los ferrocarriles de vía ancha construidos por el ingeniero del Great Western Railway Isambard Kingdom Brunel y respaldó la construcción de varias líneas nuevas de vía ancha, pero las restringió al suroeste de Inglaterra y Gales. La ley establecía que estos ferrocarriles "se construirán en el ancho de vía de siete pies". El aislamiento resultante de estas líneas finalmente contribuyó a la desaparición del sistema de vía ancha del Great Western Railway.